# Lucia Hippolito
Lucia Hippolito (Bauru, São Paulo, 29 de junio de 1950-Botafogo, 21 de junio de 2023) fue una politóloga, periodista, historiadora, columnista y comentarista brasileña, especialista en elecciones, partidos políticos, y en el Estado brasileño.

## Trayectoria
Presentó el programa de radio diario matutino "Radio CBN Rio" desde 2008, y comentarios sobre política en la misma radio desde 2002. También realizó comentarios en UOL News y en Globo News. Hizo debates políticos entre sus entrevistados en los programas "Sem Censura" de la TVE y "Debates Populares" de la Rádio Globo Am-Rio.
Desde 2005 hasta 2010, Lucia fue parte del equipo femenino que debatieron en el programa semanal "As Meninas do Jô", emitido durante el Programa do Jô. Los otros debatidoras fueron Lilian Witte Fibe, Cristiana Lôbo, y Ana Maria Tahan. 
También fue jefa de gabinete de la Presidencia del Instituto Brasileiro de Geografia e Estatística (IBGE).

## Vida personal
Estaba casada con el profesor Edgar Flexa Ribeiro, dueño y director del Colegio Andrews, presidente de la Academia Brasileña de Educación y expresidente del Sindicato de Establecimientos de Enseñanza Particular de Río de Janeiro. Padecía el síndrome de Guillain-Barré, y fue internada varias veces en Francia.

## Publicaciones
Publicó numerosos libros sobre política. PSD de Raposas e Reformistas fue publidada por la Editora Paz e Terra, y ganó como el Mejor Libro de Ciencia Política por parte de la Asociación Nacional de Pesquisa y Posgraduados en Ciencias Sociales (ANPOCS). Política. Quem faz, quem manda, quem obedece fue escrito con la colaboración de João Ubaldo Ribeiro y publicado vía la Editora Nova Fronteira. Por dentro do governo Lula. Anotações num diário de bordo fue publicado por la Editora Futura.

## Premios
Fue premiada en dos ocasiones con el "Premio Comunique-se" en la categoría Periodismo Político en los medios electrónicos, en 2007 y en 2009. En 2008 obtuvo el premio Mujer del Año en los Medios de Comunicación, otorgado por el Consejo Nacional de Mujeres de Brasil. También fue galardonada por la prensa con el Trofeo de la Mujer de Prensa 2010 en la categoría de comentarista o columnista en Radio, y obtuvo el premio cinco veces.